# Championnat d'Espagne de football de deuxième division 1951-1952
Navigation
Segunda División 1950-1951 Segunda División 1952-1953
Le championnat d'Espagne de football de deuxième division 1951-1952 est la 21e édition du championnat. Organisé par la Fédération royale espagnole de football, le championnat se déroule du 8 septembre 1951 au 13 avril 1952 et la phase de promotion et de relégation se déroulent du 27 avril 1952 au 29 juin 1952.
La compétition est remportée par le Real Oviedo, dans le groupe 1, et le CD Málaga (es), dans le groupe 2. Ces deux clubs sont promus en première division. Il s'agit respectivement de leur deuxième et premier titre.

## Règlement de la compétition
La compétition est divisée en deux groupes de seize, regroupé en fonction de leur proximité géographique et se dispute selon un système de ligue, où les seize équipes affrontent les quinze autres équipes de leur groupe à deux reprises, une fois à domicile et une fois à l'extérieur, soit un total de trente matches. L'ordre des matches est déterminé par un tirage au sort avant le début de la compétition.
Le classement final est établi sur le nombre des points obtenus lors de chaque rencontre, à raison de deux points par match gagné, un pour un match nul et aucun pour une défaite. Si, deux équipes ont le même nombre de points, les critères établis par le règlement pour départager les équipes sont les suivants :
1. Les confrontations directes entre les équipes à égalité.
2. Si l'égalité persiste, celle qui a le meilleur coefficient de buts.

Le premier de chaque groupe est déclaré champion et est promu en première division. Alors que, le 2e et le 3e de chaque groupe disputent une phase de promotion avec le 13e et 14e de première division, où seuls les deux premiers obtiennent leur place en première division. En bas de classement, afin de réduire le nombre de participants à un seul groupe de seize la saison prochaine, les deux derniers de chaque groupe disputent une phase de relégation avec le 6e de chaque groupe de troisième division, pour tenter de ne pas subir une double relégation, les équipes ayant terminé entre la 11e et la 14e place sont relégués en troisième division et celle ayant terminé entre la 8e et 10e place disputent une phase de relégation, où seuls les deux premiers se maintiennent.
Peu après la fin des différentes phases, la RFEF, lors de son assemblée, le 10 juillet 1952, annule la restructuration de la Segunda et de la Tercera División, qui devait passer de six à trois groupes, et decide de conserver le même format,. Par conséquent, seuls les trois derniers de chaque groupe sont relégués en troisième division.

## Équipes participantes
| \| Alavés Badalona Baracaldo Caudal Ferrol Gimnástica Gimnástico Huesca Lérida Logroñés Lucense Orensana Osasuna Oviedo Sabadell San Andrés Alcoyano Alicante Atl. Baleares Cartagena Córdoba Grenade Hércules Levante Linense Málaga Majorque Melilla Mestalla Murcie Plus Utra Salamanque \| Localisation des clubs engagés dans le championnat. |
| Alavés Badalona Baracaldo Caudal Ferrol Gimnástica Gimnástico Huesca Lérida Logroñés Lucense Orensana Osasuna Oviedo Sabadell San Andrés Alcoyano Alicante Atl. Baleares Cartagena Córdoba Grenade Hércules Levante Linense Málaga Majorque Melilla Mestalla Murcie Plus Utra Salamanque                                                           |

| Alavés Badalona Baracaldo Caudal Ferrol Gimnástica Gimnástico Huesca Lérida Logroñés Lucense Orensana Osasuna Oviedo Sabadell San Andrés Alcoyano Alicante Atl. Baleares Cartagena Córdoba Grenade Hércules Levante Linense Málaga Majorque Melilla Mestalla Murcie Plus Utra Salamanque |

| Légende : Groupe 1 Groupe 2 |

| Clubs                     | Ville           | Stade                   |
| ------------------------- | --------------- | ----------------------- |
| Deportivo Alavés          | Vitoria-Gasteiz | Mendizorrotza           |
| CF Badalona               | Badalone        | Avenida de Navarra (es) |
| CD Baracaldo Altos Hornos | Baracaldo       | Lasesarre               |
| Caudal Deportivo          | Mieres          | El Batán (es)           |
| Club Ferrol               | Ferrol          | Inferniño (es)          |
| Gimnástica de Torrelavega | Torrelavega     | El Malecón              |
| Gimnástico de Tarragone   | Tarragone       | Avenida de Cataluña     |
| UD Huesca (es)            | Huesca          | San Jorge               |
| UD Lérida                 | Lérida          | Campo de Deportes (es)  |
| CD Logroñés               | Logroño         | Las Gaunas (en)         |
| SG Lucense (es)           | Lugo            | Los Miñones             |
| UD Orensana (es)          | Orense          | O Couto                 |
| CA Osasuna                | Pampelune       | San Juan                |
| Real Oviedo               | Oviedo          | Buenavista              |
| CD Sabadell               | Sabadell        | Creu Alta               |
| CD San Andrés             | Barcelone       | Santa Coloma            |

| Clubs                | Ville                     | Stade                           |
| -------------------- | ------------------------- | ------------------------------- |
| CD Alcoyano          | Alcoy                     | El Collao                       |
| Alicante CF          | Alicante                  | Bardín (en)                     |
| CD Atlético Baleares | Palma                     | Son Canals (es)                 |
| Cartagena CF (es)    | Carthagène                | El Almarjal                     |
| RCD Córdoba (es)     | Cordoue                   | El Arcángel                     |
| Grenade CF           | Grenade                   | Los Cármenes                    |
| Hércules CF          | Alicante                  | Bardín (en)                     |
| Levante UD           | Valence                   | Vallejo (es)                    |
| RB Linense           | La Línea de la Concepción | La Balompédica                  |
| RCD Majorque         | Palma                     | Es Fortí                        |
| CD Málaga (es)       | Málaga                    | La Rosaleda                     |
| UD Melilla           | Melilla                   | Álvarez Claro                   |
| CD Mestalla          | Valence                   | Mestalla                        |
| Real Murcie          | Murcie                    | La Condomina                    |
| AD Plus Ultra        | Madrid                    | Velódromo de Ciudad Lineal (es) |
| UD Salamanque        | Salamanque                | El Calvario                     |

## Compétition

### Groupe 1

#### Classement
| Rang | Équipe                    | Pts | J  | G  | N  | P  | Bp | Bc | GA    |
| ---- | ------------------------- | --- | -- | -- | -- | -- | -- | -- | ----- |
| 1    | Real Oviedo               | 39  | 30 | 16 | 7  | 7  | 66 | 29 | 2,276 |
| 2    | CD Logroñés               | 36  | 30 | 15 | 6  | 9  | 48 | 40 | 1,200 |
| 3    | Club Ferrol               | 33  | 30 | 11 | 11 | 8  | 55 | 44 | 1,250 |
| 4    | CD Sabadell               | 33  | 30 | 13 | 7  | 10 | 58 | 44 | 1,318 |
| 5    | CD Baracaldo Altos Hornos | 33  | 30 | 13 | 7  | 10 | 61 | 32 | 1,906 |
| 6    | CA Osasuna                | 33  | 30 | 12 | 9  | 9  | 49 | 41 | 1,195 |
| 7    | UD Lérida R               | 32  | 30 | 14 | 4  | 12 | 41 | 52 | 0,788 |
| 8    | Caudal Deportivo P        | 32  | 30 | 13 | 6  | 11 | 55 | 45 | 1,222 |
| 9    | Deportivo Alavés P        | 30  | 30 | 10 | 10 | 10 | 51 | 50 | 1,020 |
| 10   | Gimnástica de Torrelavega | 29  | 30 | 12 | 5  | 13 | 49 | 60 | 0,817 |
| 11   | UD Huesca (es)            | 29  | 30 | 13 | 3  | 14 | 56 | 64 | 0,875 |
| 12   | CD San Andrés             | 28  | 30 | 12 | 4  | 14 | 51 | 57 | 0,895 |
| 13   | Gimnástico de Tarragone   | 28  | 30 | 9  | 10 | 11 | 51 | 71 | 0,718 |
| 14   | UD Orensana (es)          | 24  | 30 | 9  | 6  | 15 | 40 | 56 | 0,714 |
| 15   | CF Badalona               | 21  | 30 | 7  | 7  | 16 | 49 | 64 | 0,766 |
| 16   | SG Lucense (es)           | 20  | 30 | 5  | 10 | 15 | 32 | 63 | 0,508 |

Promotion
- 1er : promotion en Primera División
- 2e et 3e : qualification pour la phase de promotion

Relégation
- 8e à 10e : qualification pour la phase de relégation de Segunda División
- 11e à 14e : relégation en Tercera División
- 15e et 16e : qualification pour la phase de relégation de Tercera División

Abréviations
- R : Relégué de Primera División 1950-1951
- P : Promus de Tercera División 1950-1951

1. 1 2 3 4 5  Initialement reléguées en Tercera División, ces équipes sont finalement maintenues après la décision de la RFEF d'annuler la réduction du nombre d'équipes.
2. ↑  L'UD Orensana est dissoute en fin de saison en raison de problèmes financiers[4].
3. ↑  Initialement relégué dans les catégories régionales, le CF Badalona est finalement relégué en Tercera División après la décision de la RFEF d'annuler la réduction du nombre d'équipes.
4. ↑  La SG Lucense est dissoute en fin de saison en raison de problèmes financiers[5].

#### Résultats
| Résultats (▼dom., ►ext.)                                   | ALA | BAD | BAR | CAU | FER | GTO | GTA | HUE | LER | LOG | LUC | ORE | OSA | OVI | SAB | SAN |
| Deportivo Alavés                                           |     | 3-0 | 2-2 | 6-1 | 3-2 | 1-1 | 3-0 | 4-0 | 3-0 | 1-0 | 1-1 | 1-1 | 1-1 | 0-2 | 2-1 | 1-0 |
| CF Badalona                                                | 2-2 |     | 0-1 | 2-5 | 6-1 | 4-2 | 3-3 | 6-0 | 2-0 | 2-2 | 3-0 | 4-1 | 1-2 | 0-0 | 1-3 | 3-2 |
| CD Baracaldo Altos Hornos                                  | 5-1 | 2-0 |     | 2-0 | 0-0 | 5-0 | 5-0 | 5-2 | 3-0 | 3-1 | 2-2 | 3-0 | 6-1 | 4-2 | 1-1 | 4-1 |
| Caudal Deportivo                                           | 4-1 | 3-0 | 1-1 |     | 2-2 | 2-0 | 1-1 | 4-0 | 4-2 | 0-1 | 4-0 | 1-0 | 5-1 | 2-1 | 2-0 | 1-1 |
| Club Ferrol                                                | 2-2 | 2-0 | 2-1 | 2-1 |     | 2-0 | 3-3 | 2-1 | 6-1 | 3-3 | 1-1 | 3-0 | 1-0 | 3-0 | 2-1 | 8-0 |
| Gimnástica de Torrelavega                                  | 4-3 | 4-0 | 0-3 | 1-0 | 1-1 |     | 3-0 | 4-2 | 2-1 | 2-2 | 4-1 | 2-1 | 1-0 | 2-0 | 3-1 | 2-1 |
| Gimnástico de Tarragone                                    | 2-1 | 4-1 | 2-1 | 3-2 | 0-0 | 3-1 |     | 3-3 | 3-2 | 1-1 | 5-0 | 5-2 | 0-0 | 1-1 | 1-4 | 2-1 |
| UD Huesca (es)                                             | 1-3 | 3-0 | 2-1 | 0-3 | 5-1 | 1-0 | 7-1 |     | 1-1 | 4-1 | 2-1 | 2-0 | 2-1 | 2-1 | 1-0 | 7-2 |
| UD Lérida                                                  | 1-0 | 2-2 | 1-0 | 3-0 | 2-2 | 1-0 | 3-0 | 3-2 |     | 2-1 | 2-0 | 3-1 | 2-1 | 1-0 | 2-1 | 2-0 |
| CD Logroñés                                                | 2-1 | 2-1 | 2-0 | 2-1 | 1-0 | 4-0 | 3-2 | 4-1 | 2-1 |     | 2-1 | 5-1 | 0-1 | 1-0 | 1-1 | 1-0 |
| SG Lucense (es)                                            | 0-0 | 2-1 | 0-0 | 2-3 | 0-0 | 1-1 | 2-2 | 3-0 | 1-2 | 0-0 |     | 2-0 | 1-1 | 2-1 | 3-0 | 2-3 |
| UD Orensana (es)                                           | 1-1 | 1-1 | 1-0 | 1-0 | 1-0 | 1-1 | 2-0 | 1-2 | 3-1 | 5-1 | 5-1 |     | 1-1 | 1-1 | 4-2 | 1-0 |
| CA Osasuna                                                 | 3-1 | 6-0 | 2-2 | 1-1 | 2-2 | 2-0 | 3-2 | 1-0 | 5-0 | 2-1 | 4-1 | 2-1 |     | 1-2 | 2-1 | 1-1 |
| Real Oviedo                                                | 1-1 | 2-2 | 1-0 | 5-1 | 2-0 | 7-3 | 2-1 | 4-0 | 2-0 | 2-0 | 8-0 | 6-0 | 2-0 |     | 1-1 | 3-1 |
| CD Sabadell                                                | 6-1 | 2-1 | 2-1 | 3-0 | 3-1 | 7-2 | 2-2 | 2-2 | 0-0 | 1-0 | 4-1 | 2-1 | 2-1 | 2-2 |     | 1-0 |
| CD San Andrés                                              | 4-1 | 2-1 | 1-0 | 1-1 | 2-1 | 4-1 | 7-1 | 2-1 | 5-0 | 1-2 | 2-1 | 3-2 | 1-1 | 0-2 | 3-2 |     |
| - Victoire à domicile - Match nul - Victoire à l'extérieur |     |     |     |     |     |     |     |     |     |     |     |     |     |     |     |     |

### Groupe 2

#### Classement
| Rang | Équipe                 | Pts | J  | G  | N | P  | Bp | Bc | GA    |
| ---- | ---------------------- | --- | -- | -- | - | -- | -- | -- | ----- |
| 1    | CD Málaga (es) R       | 42  | 30 | 18 | 6 | 6  | 83 | 37 | 2,243 |
| 2    | CD Mestalla            | 40  | 30 | 18 | 4 | 8  | 63 | 32 | 1,969 |
| 3    | CD Alcoyano R          | 36  | 30 | 16 | 4 | 10 | 55 | 39 | 1,410 |
| 4    | Hércules CF            | 36  | 30 | 15 | 6 | 9  | 41 | 37 | 1,108 |
| 5    | Real Murcie R          | 33  | 30 | 13 | 7 | 10 | 44 | 39 | 1,128 |
| 6    | RCD Majorque           | 32  | 30 | 15 | 2 | 13 | 60 | 39 | 1,538 |
| 7    | UD Salamanque          | 32  | 30 | 14 | 4 | 12 | 45 | 44 | 1,023 |
| 8    | UD Melilla             | 30  | 30 | 13 | 4 | 13 | 59 | 51 | 1,157 |
| 9    | RCD Córdoba (es)       | 29  | 30 | 13 | 3 | 14 | 52 | 64 | 0,813 |
| 10   | CD Atlético Baleares P | 28  | 30 | 13 | 2 | 15 | 52 | 56 | 0,929 |
| 11   | RB Linense             | 26  | 30 | 9  | 8 | 13 | 46 | 69 | 0,667 |
| 12   | AD Plus Ultra          | 25  | 30 | 10 | 5 | 15 | 38 | 53 | 0,717 |
| 13   | Grenade CF             | 24  | 30 | 9  | 6 | 15 | 32 | 53 | 0,604 |
| 14   | Levante UD             | 24  | 30 | 10 | 4 | 16 | 33 | 50 | 0,660 |
| 15   | Alicante CF P          | 24  | 30 | 10 | 4 | 16 | 35 | 49 | 0,714 |
| 16   | Cartagena CF (es)      | 19  | 30 | 6  | 7 | 17 | 34 | 60 | 0,567 |

Promotion
- 1er : promotion en Primera División
- 2e et 3e : qualification pour la phase de promotion

Relégation
- 8e à 10e : qualification pour la phase de relégation de Segunda División
- 11e à 14e : relégation en Tercera División
- 15e et 16e : qualification pour la phase de relégation de Tercera División

Abréviations
- R : Relégués de Primera División 1950-1951
- P : Promus de Tercera División 1950-1951

1. 1 2 3 4 5  Initialement reléguées en Tercera División, ces équipes sont finalement maintenues après la décision de la RFEF d'annuler la réduction du nombre d'équipes.
2. ↑  Le Cartagena CF est dissous en fin de saison en raison de problèmes financiers[7].

#### Résultats
| Résultats (▼dom., ►ext.)                                   | ALC | ALI | ATB | CAR | COR | GRE | HER | LEV | LIN | MAJ | MAL | MEL | MES | MUR | PLU | SAL |
| CD Alcoyano                                                |     | 0-0 | 4-0 | 4-1 | 4-0 | 1-0 | 5-2 | 1-0 | 2-0 | 2-0 | 2-2 | 6-2 | 0-0 | 1-0 | 4-0 | 3-2 |
| Alicante CF                                                | 1-0 |     | 1-2 | 1-0 | 2-0 | 1-1 | 0-1 | 3-1 | 4-1 | 2-0 | 4-0 | 2-0 | 0-4 | 4-2 | 2-1 | 0-1 |
| CD Atlético Baleares                                       | 2-2 | 3-1 |     | 4-1 | 4-0 | 4-0 | 3-1 | 2-1 | 5-0 | 0-2 | 2-3 | 3-1 | 3-1 | 1-1 | 3-2 | 3-0 |
| Cartagena CF (es)                                          | 0-2 | 5-2 | 0-2 |     | 1-0 | 1-3 | 1-0 | 0-0 | 5-0 | 0-1 | 1-1 | 1-1 | 0-0 | 1-4 | 2-3 | 3-0 |
| RCD Córdoba (es)                                           | 5-0 | 3-1 | 2-1 | 4-0 |     | 5-0 | 0-0 | 1-0 | 4-1 | 1-0 | 2-1 | 3-2 | 3-0 | 0-0 | 2-0 | 2-3 |
| Grenade CF                                                 | 0-1 | 2-1 | 2-1 | 2-2 | 1-3 |     | 0-0 | 3-1 | 1-1 | 3-1 | 1-3 | 0-2 | 2-0 | 0-1 | 2-0 | 1-0 |
| Hércules CF                                                | 1-0 | 2-0 | 3-1 | 1-1 | 2-1 | 4-1 |     | 2-0 | 0-0 | 1-0 | 1-0 | 3-2 | 1-1 | 1-1 | 3-1 | 3-0 |
| Levante UD                                                 | 1-3 | 3-0 | 1-0 | 0-1 | 3-0 | 1-0 | 1-2 |     | 3-0 | 3-2 | 1-0 | 3-0 | 0-2 | 1-0 | 2-2 | 1-1 |
| RB Linense                                                 | 1-2 | 3-1 | 5-0 | 3-2 | 8-0 | 0-0 | 2-0 | 1-1 |     | 2-2 | 1-1 | 1-0 | 0-6 | 7-1 | 2-2 | 1-0 |
| RCD Majorque                                               | 3-1 | 2-0 | 2-0 | 2-0 | 6-1 | 5-0 | 3-0 | 1-2 | 5-0 |     | 2-2 | 3-1 | 4-1 | 1-2 | 3-0 | 5-0 |
| CD Málaga (es)                                             | 4-0 | 3-0 | 5-1 | 8-2 | 6-2 | 5-1 | 3-1 | 7-0 | 6-1 | 4-0 |     | 1-1 | 2-0 | 3-0 | 2-1 | 2-0 |
| UD Melilla                                                 | 3-1 | 2-0 | 5-1 | 3-1 | 0-0 | 2-1 | 4-1 | 4-1 | 3-1 | 4-0 | 4-5 |     | 2-0 | 2-0 | 3-1 | 2-3 |
| CD Mestalla                                                | 2-0 | 3-1 | 5-1 | 2-0 | 4-3 | 4-1 | 0-1 | 3-1 | 7-1 | 2-1 | 1-0 | 4-1 |     | 2-0 | 5-0 | 2-1 |
| Real Murcie                                                | 4-3 | 3-0 | 2-0 | 2-1 | 4-2 | 2-0 | 1-2 | 5-1 | 0-2 | 2-1 | 0-0 | 0-0 | 0-0 |     | 2-0 | 4-1 |
| AD Plus Ultra                                              | 1-0 | 0-0 | 2-0 | 5-1 | 4-3 | 0-3 | 1-0 | 3-0 | 0-0 | 0-1 | 2-3 | 4-3 | 1-2 | 0-0 |     | 1-0 |
| UD Salamanque                                              | 2-1 | 1-1 | 1-0 | 0-0 | 6-0 | 1-1 | 4-2 | 1-0 | 6-1 | 3-2 | 3-1 | 1-0 | 2-0 | 2-1 | 0-1 |     |
| - Victoire à domicile - Match nul - Victoire à l'extérieur |     |     |     |     |     |     |     |     |     |     |     |     |     |     |     |     |

### Phase de promotion

#### Classement
Le CD Mestalla, réserve du Valence CF, termine premier de la phase de promotion, et, puisqu'il n'existait aucune réglementation interdisant une équipe réserve de jouer dans la même division que l'équipe première, est promu en Primera División. Mais, lors de son assemblée, le 10 juillet, la RFEF annule la montée du CD Mestalla car un point du règlement stipule que le CD Mestalla doit joué dans un stade différent de celui du Valence CF. Par conséquent, le Real Santander SD obtient son maintien en Primera División,.
| Rang | Équipe               | Pts | J  | G | N | P | Bp | Bc | GA    |
| ---- | -------------------- | --- | -- | - | - | - | -- | -- | ----- |
| 1    | CD Mestalla          | 14  | 10 | 5 | 4 | 1 | 27 | 10 | 2,700 |
| 2    | Real Gijón D1        | 13  | 10 | 5 | 3 | 2 | 20 | 14 | 1,429 |
| 3    | Real Santander SD D1 | 11  | 10 | 5 | 1 | 4 | 27 | 20 | 1,350 |
| 4    | CD Alcoyano          | 9   | 10 | 4 | 1 | 5 | 23 | 21 | 1,095 |
| 5    | CD Logroñés          | 8   | 10 | 3 | 2 | 5 | 11 | 21 | 0,524 |
| 6    | Club Ferrol          | 5   | 10 | 2 | 1 | 7 | 13 | 35 | 0,371 |

Promotion
- 2e et 3e : maintien en Primera División

Abréviations
- D1 : Équipes de Primera División

#### Résultats
| Résultats (▼dom., ►ext.)                                   | ALC | FER  | GIJ | LOG | MES | SAN |
| CD Alcoyano                                                |     | 4-3  | 3-4 | 7-2 | 2-2 | 4-2 |
| Club Ferrol                                                | 1-0 |      | 1-3 | 2-0 | 1-4 | 3-7 |
| Real Gijón                                                 | 1-2 | 2-1  |     | 1-0 | 1-1 | 3-0 |
| CD Logroñés                                                | 1-0 | 1-1  | 3-2 |     | 1-1 | 2-0 |
| CD Mestalla                                                | 2-0 | 4-0  | 2-2 | 5-1 |     | 6-1 |
| Real Santander SD                                          | 3-1 | 10-0 | 1-1 | 2-0 | 1-0 |     |
| - Victoire à domicile - Match nul - Victoire à l'extérieur |     |      |     |     |     |     |

### Phase de relégation de Segunda División
Cette phase regroupe les équipes ayant terminés entre la 8e et 10e place, les quatre derniers sont relégués en Tercera División. Mais, la RFEF annule, peu après la fin de cette phase, toutes les relégations de cette phase.

#### Classement
| Rang | Équipe                    | Pts | J  | G | N | P | Bp | Bc | GA    |
| ---- | ------------------------- | --- | -- | - | - | - | -- | -- | ----- |
| 1    | Caudal Deportivo          | 14  | 10 | 6 | 2 | 2 | 24 | 20 | 1,200 |
| 2    | UD Melilla                | 12  | 10 | 5 | 2 | 3 | 21 | 13 | 1,615 |
| 3    | Gimnástica de Torrelavega | 11  | 10 | 4 | 3 | 3 | 21 | 18 | 1,167 |
| 4    | CD Atlético Baleares      | 8   | 10 | 3 | 2 | 5 | 18 | 27 | 0,667 |
| 5    | Deportivo Alavés          | 8   | 10 | 3 | 2 | 5 | 19 | 16 | 1,188 |
| 6    | RCD Córdoba (es)          | 7   | 10 | 2 | 3 | 5 | 19 | 28 | 0,679 |

Relégation
- 3e à 6e : relégation en Tercera División

#### Résultats
| Résultats (▼dom., ►ext.)                                   | ALA | ATB | CAU | COR | GTO | MEL |
| Deportivo Alavés                                           |     | 1-2 | 2-2 | 4-0 | 1-2 | 4-1 |
| CD Atlético Baleares                                       | 3-1 |     | 3-3 | 4-1 | 1-1 | 0-4 |
| Caudal Deportivo                                           | 2-1 | 4-1 |     | 4-2 | 3-2 | 2-0 |
| RCD Córdoba (es)                                           | 2-4 | 3-1 | 5-2 |     | 3-3 | 2-2 |
| Gimnástica de Torrelavega                                  | 1-1 | 6-2 | 0-2 | 3-0 |     | 2-1 |
| UD Melilla                                                 | 1-0 | 3-1 | 4-0 | 1-1 | 4-1 |     |
| - Victoire à domicile - Match nul - Victoire à l'extérieur |     |     |     |     |     |     |

### Phase de relégation de Tercera División
Cette phase regroupe les équipes ayant terminés au deux dernières places et celle ayant terminés à la 6e place en troisième division. Les trois derniers sont relégués dans les catégories régionales, tandis que les deux premiers sont relégués (ou se maintiennent dans le cas des équipes de Tercera División) en Tercera División. Mais, peu après la fin de cette phase, toutes les équipes sont, finalement, maintenues en troisième division.

#### Groupe 1

##### Classement
| Rang | Équipe                     | Pts | J | G | N | P | Bp | Bc | GA    |
| ---- | -------------------------- | --- | - | - | - | - | -- | -- | ----- |
| 1    | Atlético de Zamora (en) D3 | 10  | 8 | 5 | 0 | 3 | 16 | 17 | 0,941 |
| 2    | SG Lucense (es)            | 8   | 8 | 3 | 2 | 3 | 8  | 9  | 0,889 |
| 3    | CD Guecho (es) D3          | 8   | 8 | 4 | 0 | 4 | 15 | 11 | 1,364 |
| 4    | CF Badalona                | 8   | 8 | 3 | 2 | 3 | 15 | 12 | 1,250 |
| 5    | Gerona CF D3               | 6   | 8 | 2 | 2 | 4 | 7  | 12 | 0,583 |

Relégation
- 3e à 5e : relégation en ligues régionales

Abréviations
- D3 : Équipes de Tercera División

##### Résultats
| Résultats (▼dom., ►ext.)                                   | ATZ | BAD | GER | GUE | LUC |
| Atlético de Zamora (en)                                    |     | 3-1 | 1-0 | 5-1 | 2-0 |
| CF Badalona                                                | 6-2 |     | 4-0 | 2-1 | 0-0 |
| Gerona CF                                                  | 1-2 | 1-1 |     | 1-0 | 2-0 |
| CD Guecho (es)                                             | 4-0 | 3-1 | 3-1 |     | 3-0 |
| SG Lucense (es)                                            | 4-1 | 2-0 | 1-1 | 1-0 |     |
| - Victoire à domicile - Match nul - Victoire à l'extérieur |     |     |     |     |     |

#### Groupe 2

##### Classement
| Rang | Équipe                  | Pts | J | G | N | P | Bp | Bc | GA    |
| ---- | ----------------------- | --- | - | - | - | - | -- | -- | ----- |
| 1    | Alicante CF             | 10  | 8 | 4 | 2 | 2 | 20 | 11 | 1,818 |
| 2    | Recreativo de Huelva D3 | 9   | 8 | 4 | 1 | 3 | 19 | 12 | 1,583 |
| 3    | Cartagena CF (es)       | 8   | 8 | 4 | 0 | 4 | 17 | 19 | 0,895 |
| 4    | CD Castellón D3         | 7   | 8 | 3 | 1 | 4 | 14 | 18 | 0,778 |
| 5    | Tomelloso CF (en) D3    | 6   | 8 | 2 | 2 | 4 | 11 | 21 | 0,524 |

Relégation
- 3e à 5e : relégation en ligues régionales

Abréviations
- D3 : Équipes de Tercera División

##### Résultats
| Résultats (▼dom., ►ext.)                                   | ALI | CAR | CAS | REC | TOM |
| Alicante CF                                                |     | 5-0 | 4-0 | 1-1 | 4-1 |
| Cartagena CF (es)                                          | 4-1 |     | 2-0 | 5-2 | 5-0 |
| CD Castellón                                               | 0-2 | 5-0 |     | 2-1 | 7-4 |
| Recreativo de Huelva                                       | 4-2 | 3-0 | 5-0 |     | 3-0 |
| Tomelloso CF (en)                                          | 1-1 | 3-1 | 0-0 | 2-0 |     |
| - Victoire à domicile - Match nul - Victoire à l'extérieur |     |     |     |     |     |

## Bilan de la saison
| Championnat d'Espagne de football de deuxième division 1951-1952 |                            |
| Champions                                                        | Real Oviedo (2e titre)     |
| Champions                                                        | CD Málaga (es) (1er titre) |
| Promotions et relégations                                        |                            |
| Promus en Primera División                                       | Real Oviedo                |
| Promus en Primera División                                       | CD Málaga (es)             |
| Relégués en Segunda División                                     | UD Las Palmas              |
| Relégués en Segunda División                                     | Atlético de Tetuán         |
| Promus en Segunda División                                       | Real Avilés                |
| Promus en Segunda División                                       | Burgos CF (es)             |
| Promus en Segunda División                                       | SD La España Industrial    |
| Promus en Segunda División                                       | CD Cacereño                |
| Promus en Segunda División                                       | Orihuela Deportiva         |
| Promus en Segunda División                                       | Real Jaén                  |
| Relégués en Tercera División                                     | UD Orensana (es)           |
| Relégués en Tercera División                                     | CF Badalona                |
| Relégués en Tercera División                                     | SG Lucense (es)            |
| Relégués en Tercera División                                     | Levante UD                 |
| Relégués en Tercera División                                     | Alicante CF                |
| Relégués en Tercera División                                     | Cartagena CF (es)          |